# Guillem I de Dampierre
Guillem I de Dampierre (c. 1130 – 1161) va ser senyor de Dampierre, Saint-Dizier i Moëslains. Era fill de Guiu I de Dampierre i Helvida de Baudémont.
Guillem es va casar amb Ermengarda de Mouchy, filla de Dreux III de Mouchy, de la que va tenir:
- Guiu II de Dampierre, senyor de Dampierre

Posteriorment es va tornar a casar amb Ermengarda de Toucy, filla d'Itier de Toucy, de la que va tenir:
- Elisabet de Dampierre, casada amb Godofreu d'Aspremont, senyor d'Aspremont
- Helvisa de Dampierre, casada amb Joan de Montmirail, baró de Montmirail